# Water Polis Pescara
Pour les articles homonymes, voir Polis (homonymie).
Le Water Polis Pescara est un club italien de natation et de water-polo, installé dans la ville de Pescara des années 1950 à 2000. Son équipe masculine s'est illustrée de 1987 à 1998 autant en championnat national qu'en coupes européennes.

## Historique
Dans les années 1930, des nageurs de Pescara, dans les Abruzzes, s'illustrent à L'Aquila, la capitale régionale seule dotée alors d'une piscine. Dans les années 1950, un club est créé sous le nom de Pescara Nuoto avec Antonio D'Ercole comme entraîneur. Celui-ci dirige l'entraînement en mer à ski nautique ou depuis le phare, faute de piscine.
En 1953, le club inscrit une équipe de water-polo au championnat d'Italie. Dans la seconde moitié des années 1950, elle progresse sous la direction de l'entraîneur Sergio Graziani avant qu'il ne rejoigne en 1959 le club de rugby de L'Aquila. Le début des années 1960 est difficile : faute de moyens, la participation au championnat de polo est même temporairement suspendue.
Cependant, en 1968, le club obtient l'aide du Centro Nazionale Sportivo Libertas, organisme d'assistance sportive. Est ainsi construit le complexe des Naiadi. Gabriele Pomilio, premier buteur du water-polo de Pescara en 1953, prend en charge l'entraînement de l'équipe du Libertas Pescara Nuoto. Celle-ci atteint rapidement la série C du championnat national.
De 1973 à 1976, l'équipe entraînée par le yougoslave Ivo Bucevic atteint la série B (2e division) et s'y maintient. À son départ inattendu avant la série finale pour la montée en série A, Gabriele Pomilio reprend le relai.
Pour la saison 1977, grâce à la trouvaille d'un important sponsor, Gis Gelati, le club fait venir le médaillé d'or de 1960 Giuseppe D'Altrui et l'entraîneur fédéral Mario Bernardi. Pour la saison 1978, il débauche le champion olympique Eraldo Pizzo du Pro Recco et monte finalement en série A (1re division).
La saison 1979 se finit sur une sixième place pour la première année en série A. En 1981, le sponsor change avec l'arrivée de la marque Jeans West du groupe Benetton. En 1984, Mino Marsili, entraîneur du Circolo Nautico Posillipo, est engagé par Pescara. Benetton continue son soutien financier avec marque Sisley et en 1985, permet d'assurer la venue de l'international espagnol Manuel Estiarte.
Pendant la saison 1985-1986, Pescara Nuoto finit finaliste du championnat et vainqueur de la coupes d'Italie, son premier trophée. Mais, l'équipe échoue en demi-finale de la coupe d'Europe des vainqueurs de coupe contre le Dinamo Bucarest.
Le 12 juillet 1987, elle remporte son premier titre de champion d'Italie contre le CN Posillipo, transformé en coupe des clubs champions, puis en supercoupes. Avant la fin des années 1990, le club remporte toutes les coupes d'Europe existantes. Ses deux derniers titres de champion, en 1997 et 1998, sont de nouveau acquis contre le CN Posillipo en finale des play-off.
Cependant, le club redescend en série B avant de remonter en série A2 (2e division) au terme de la saison 2008-2009. Cependant, en décembre 2009, le club retire subitement son équipe de la série A2 masculine.

## Palmarès water-polo masculin

### Europe
- 2 supercoupes : 1988 et 1993.
- 1 coupe des clubs champions : 1988.
- 3 coupe des vainqueurs de coupe : 1990, 1993 et 1994.
- 1 trophée LEN : 1996.

### National
- 3 titres de champion d'Italie : 1987, 1997 et 1998.
- 5 coupes d'Italie : 1985, 1986, 1989, 1992 et 1998.